# Mo Qinqin
Mo Qinqin (ur. 30 czerwca 1986) – chińska judoczka.
Uczestniczka mistrzostw świata w 2010. Startowała w Pucharze Świata w latach 2009-2011. Brązowa medalistka mistrzostw Azji w 2009 i 2013 roku.